# Mohamed Makkawy
Mohamed Makkawy (arabisch محمد المكاوي, DMG Muḥammad al-Makkāwī; * 29. August 1953 in Tanta, Ägypten) ist ein ägyptischer Bodybuilder, der 1983 und 1984 den zweiten Platz bei Mr. Olympia erreichte.

## Leben
Mohamed Makkawy begann mit 14 Jahren mit dem Gewichtheben und gewann 1969 in dieser Disziplin die ägyptische Juniorenmeisterschaft im Mittelgewicht.
Im Jahr 1972 nahm er erstmals an einem Bodybuilding-Wettkampf teil, der IFBB Mediterranean Championship, bei der er den dritten Platz belegte. 1977 erhielt er durch den zweiten Platz beim Mr. Universum-Wettbewerb in der Leichtgewichtsklasse seine Pro Card, wodurch er zur Teilnahme an der IFFB Proleague zugelassen wurde.
1978 nahm Makkawy erstmals am Wettbewerb Mr. Olympia teil und erreichte in der Klasse unter 200 lbs den sechsten Platz. Diesem Ergebnis folgte 1982 ein siebter Platz. In den beiden folgenden Jahren erreichte er jeweils den zweiten Platz, wobei er 1983 Samir Bannout und 1984 Lee Haney unterlag. Zuletzt trat er in diesem Wettbewerb 1985 an und belegte den vierten Platz. Im Jahr 1999 nahm er bei der IFBB Night Of The Champions an seinem letzten Wettkampf teil.

## Wettkämpfe
- 1977: IFBB Mr. Universum Leichtgewicht – 2. Platz
- 1978: IFBB Mr. Olympia – 6. Platz
- 1982: IFBB Mr. Olympia – 7. Platz
- 1983: IFBB Mr. Olympia – 2. Platz
- 1984: IFBB Mr. Olympia – 2. Platz
- 1985: IFBB Mr. Olympia – 4. Platz